# Colo Colo (mitologia)
Il Colo Colo o Colocolo è una creatura maligna nella mitologia mapuche.

## Leggenda
Il suo aspetto differisce leggermente nelle varie zone del Cile. Per i Mapuche il Colo Colo ha la forma di un serpente e si può trasformare in un ratto con le penne. Nel sud del Cile gli Huilliche (Mapuche del Cile meridionale) lo vedono come un lungo ratto con la testa di gallo. 
Il Colo Colo, nato dall'uovo covato da un "gallo", si nutrirebbe della saliva della gente addormentata. Di solito il Colo Colo vivrebbe negli angoli o nelle crepe delle case. Si narra che questa creatura malevola vive in casa se la gente sente un animale piangere con un suono identico al pianto di un neonato.